# Friedrich August Baumbach
Friedrich August Baumbach (Gotha, 11 de setembre de 1753 - Leipzig, 30 de novembre de 1813) va ser un escriptor compositor, director d'orquestra alemany. També es va donar a conèixer com a cantant, pianista i mandolinista.
Director d'orquestra del teatre d'Hamburg des de 1778 a 1789, en que renuncià a aquell lloc per dedicar-se de ple a la composició. Va produir obres notables que es distingeixen pel seu caràcter sever, no exempt de grandiositat.
Notable pianista, va escriure música per aquest instrument, per a violí i guitarra i per a cant; entre les seves obres més notables figura la cantata, cèlebre a Alemanya, titulada Theresiens Klagen über den Tod ihrer unglücklichen Mutter Marie-Antoinette; una altra cantata, Maria Teresa abandonant França, i una composició per a piano, El somni de La Fayette.
Com a escriptor se li deuen els articles referents a la música del diccionari de Belles Arts, titulat Kurzgefasstes Handwörterbuch über die schönen Kunste (Leipzig, 1794).